# Erich Hudec
Erich Tomáš Otto Hudec (19. června 1901 Berlín – 13. prosince 1972 Berlín) byl český vědec, který zdokonalil bezdrátové vysílání na dlouhé vzdálenosti a byl autorem patentů, které využívaly americké obranné složky. Kolem jeho života a usmrcení jeho rodiny je mnoho nezodpovězených otázek.

## Životopis
Narodil se českým rodičům v Berlíně. Jeho rodiče Tomáš Hudec (1872–1939) a Marie Hudcová, rozená Přichystalová (1877–1967), pocházeli z Blanska a do Berlína se přestěhovali za prací. Tomáš Hudec pracoval jako odborník u říšských drah a jeho manželka zůstala v domácnosti. Německým prostředím byli nepochybně ovlivněni, například volbou německých jmen pro své tři děti. Erich měl dvě mladší sestry, Hildu (* 1903) a Ernu (* 1905). Erich byl od raného dětství velmi nadaný. Ve 30. letech studoval na berlínské univerzitě. Po studiích elektrotechniky se začal věnovat radiotelegrafii, především přenosům informací na velké vzdálenosti a zdokonalování televizního přenosu pomocí kontrolovaných pilových kmitů a katodové lampy. Díky svým úspěchům získal v roce 1936 prestižní zakázku od říšské pošty – dostal na starost televizní přenos fotografií z olympiády v Berlíně do Ameriky a Japonska. Jeho zásluhou se tak dostávaly aktuální snímky z olympiády k novinářům v reálném čase. Díky této zakázce se mu následně otevřely další možnosti pro jeho bádání v oblasti krátkých vln a úpravách příjmu mezi vysílačkou a přijímačem. Jeho výzkum umožnil používání telegrafního vysílání vysílačkou s mnohem menším výkonem, než bylo běžné, a to i za špatného počasí, což byl významný objev pro vojenské námořnictvo.
V Berlíně jako vážený vědec působil do roku 1944. Poté se kvůli náletům přestěhoval se svou rodinou i laboratoří do Čech, konkrétně do Říčan, kde bydlel ve vile argentinského konzula. Šlo o vilu legionáře Antonína Brázdy (na rohu ulic Bachmačské a Legií), kterou ihned po okupaci v roce 1939 zabavili Němci.
Jeho úkolem zde bylo spravovat nedalekou tehovskou vysílačku, kde byla služebna, ze které nacisté vysílali telegramy do zámoří. Hudec zde pracoval na zdokonalení bezdrátového vysílání, ale také na velké vzdálenosti bezdrátově vysílal. Údajně měl vysílat do Argentiny, kterou Hudec před válkou dvakrát navštívil a která otevřeně vítala nejen vědce, ale i prchající nacisty.
Na konci války, 5. května 1945, místní odbojová skupina odzbrojila německou stráž na radiostanici v Tehově. Díky rozvaze tehovského řídícího učitele Jaroslava Strnada, správce radiostanice Václava Čechury a Ericha Hudce vše proběhlo bez krveprolití. Měl to být především právě Hudec, kdo přesvědčil devatenáctičlennou německou posádku, aby se vzdala bez boje, a nedošlo ani ke zničení laboratoře. Erich Hudec byl také zadržen, ale po prověření jeho činnosti byl záhy propuštěn.

### Po válce
Po propuštění se vrátil do Brázdovy vily v Říčanech k manželce Hildegard a synu Oldřichovi (1939–1948). Není známo, co přesně se ve vile na konci války odehrálo. Říčanský rodák Dalibor Hofta vyprávěl, že mělo být ve studni na zahradě vily nalezeno tělo jednoho z Němců. Hudec zůstal ve vile do roku 1946. Hudcův význam a možný přínos pro poválečnou obnovu Československa si však uvědomovali jak na Ministerstvu dopravy a pošt, tak na Ministerstvu vnitra. Bylo rozhodnuto, že Hudec bude pokračovat ve svém výzkumu a budou pro něj vytvořeny veškeré podmínky. Jeho působení v Říčanech v době, kdy se hledali nacističtí zločinci, vnímala kriticky jistá skupina redaktorů Rudého práva. V květnu 1946 vyšel v Rudém právu článek o „arogantním říšském Němci”, který obývá přepychovou vilu v Říčanech, kde má za miliony vybavenou dílnu a laboratoř. Jeho spolupracovníkem měl být E. Matzner z Louňovic. Kritika Hudcovi vyčítala, že se během války stýkal s vysokými nacistickými pohlaváry. Konkrétně jej v Brázdově vile měl navštívit K. H. Frank a měl zde pobývat i argentinský konzul. Článek Hudce obviňoval, že luxusní vilu a laboratoř využívá jen na základě svého zasloužení při odevzdání tehovské vysílačky českým zaměstnancům a pod záminkou, že vyvíjí nový vynález. I ten článek bagatelizoval s uvedením, že jde o pouhou obměnu impulzní radiotelegrafie, která je v zahraničí již dobře známá.

### Kunštát

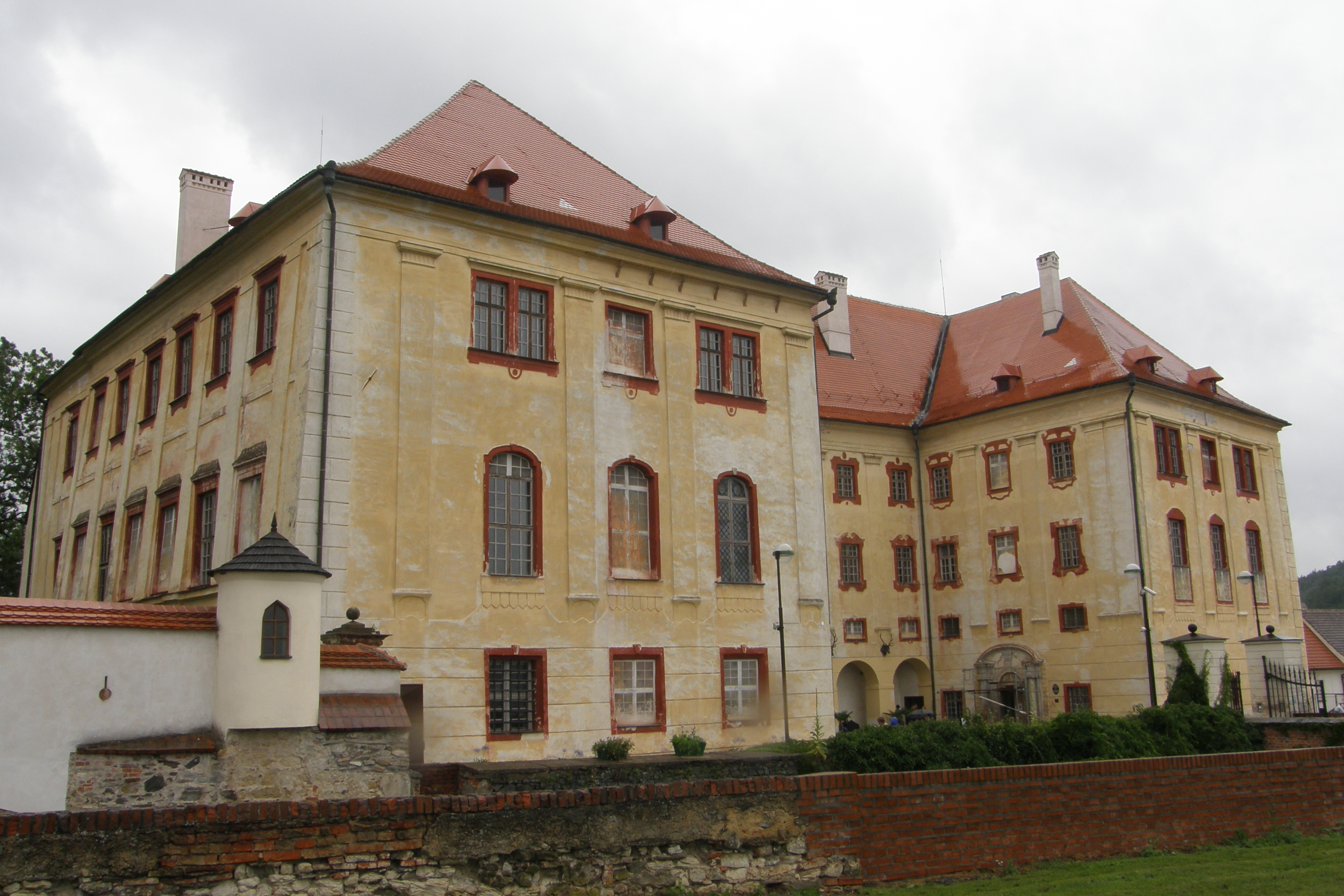
Zámek Kunštát

Aby byl tento skandál umlčen, bylo Hudci uděleno domovské právo v Boskovicích, kde měla kořeny jeho rodina. Spolu s manželkou a synem byli přestěhováni na zámek Kunštát, kde mu byl pronajat byt a další pokoje sloužily jako jeho laboratoř. Hudcova manželka Ing. Hildegard rozená Krumbholz (1902–1948) byla Němka a byla také nadanou vědkyní a manželovou spolupracovnicí. Hudec měl na Kunštátu dokončit některé své vynálezy z válečného období. Zájmem československé vlády bylo získat prostřednictvím jeho osoby práva k využívání jeho patentů. Hudec dostal pas, aby mohl vést patentové řízení v zahraniční, a také mu byla poskytnuta půjčka na pokračování výzkumu. S půjčkou pro Hudce velmi nesouhlasil Rudolf Barák, člen národního výboru v Boskovicích, pozdější ministr vnitra, který ale neměl dostatečný vliv na to, aby podnikání Ericha Hudce zastavil. Ostatními členy NV byl o poskytnutí půjčky přehlasován. Před Vánoci 1947 Hudec odjel do Švýcarska a Francie, zanechaje rodinu na Kunštátu. Když došlo po vítězném únoru 1948 k nástupu komunistického režimu, Hudec se již do Československa nevrátil a snažil se dostat manželku se synem do Švýcarska. V dopisech manželku nabádal, aby sebou do zahraničí vzala jeho vědecké poznámky a technické výkresy k nerealizovaným vynálezům. V květnu 1948 najal jistého člověka, který mu měl pomoci s odchodem rodiny do zahraničí. Hildegard s Oldřichem se chystali utéct z Kunštátu 8. června 1948, ale druhý den ráno byli oba nalezeni mrtví. Devítiletý Oldřich byl nalezen v posteli, usmrcený několika ranami sekerou, a Hildegard byla nalezená mrtvá na nádvoří po pádu z okna. Případ začali vyšetřovat kriminalisté z Brna, ale záhy se jím začala zabývat i Státní bezpečnost. Závěry obou vyšetřovacích skupin jsou ve značném rozporu a je v nich mnoho nesrovnalostí. StB při vyšetřování měla zvláštní výsady a vlastní zájmy, kvůli kterým nebyl celý případ pořádně vyšetřen ani objasněn. Případ byl uzavřen tak, že matka zabila svého syna a poté spáchala sebevraždu skokem z okna. Tomuto závěru nikdo z obyvatel Kunštátu nevěřil. Svědčí o tom i skutečnost, že matka i syn byli společně s povolením biskupa pohřbeni na místním katolickém hřbitově, kde by nemohla být pohřbena vražedkyně. Badatelé vyslovují přesvědčení, že Hudcová svého syna nezabila, ale že za jejich smrtí stojí StB, která se jim snažila zabránit v útěku a pomstít se Hudcovi za jeho útěk do zahraničí.

### Další život Ericha Hudce
Po této události se po Erichu Hudcovi tzv. „slehla zem” a o jeho dalším životě se dlouho nic nevědělo. Teprve až v roce 2017 se Vítu Urválkovi podařilo najít v americkém archivu v Kansas City soubor dokladů, které obsahovaly informace o pobytu Ericha Hudce ve Spojených státech. Hudec se po smrti rodiny stáhl do ústraní, zřejmě ze strachu, aby ho nepostihl stejný osud jako jeho rodinu. V USA registroval své patenty, z nichž některé byly utajeny a byly využívány vojenskými složkami.
Zemřel ve svém bytě v Berlíně v roce 1972. Dle pitevní zprávy si koroner nebyl jistý datem úmrtí Ericha Hudce, neboť je možné, že jeho tělo leželo v bytě již delší dobu. Je pohřben na protestantském hřbitově Nikolassee v Berlíně.

## V kultuře
- Tématem usmrcení rodiny Ericha Hudce se zabývají badatelé, vzniklo několik reportáží a byly pořádány i přednášky.[2][8][11]
- Příběhem se inspiroval i režisér Filip Renč v epizodě „Smrt na zámku” seriálu Hlava Medúzy (2021).[12]
- O příběhu rodiny Hudcových vznikl díl pořadu Historie českého zločinu na Českém rozhlasu.[13]